# Equador magnético
O equador magnético ou linha aclínica é a região onde a agulha de uma bússola magnética ficará sempre na horizontal.